# Ransom Township (Pennsylvania)

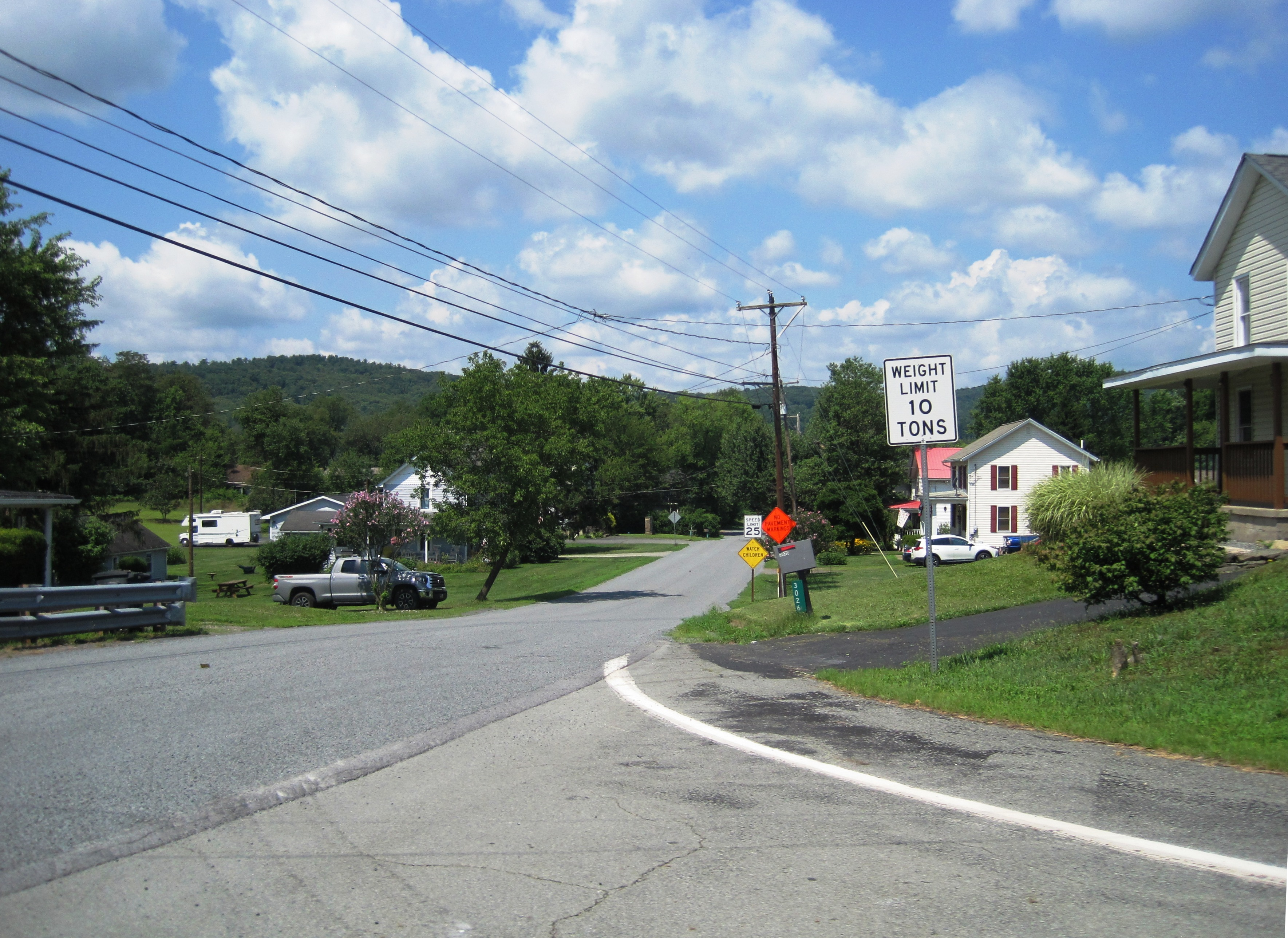
Ransom Township (2024)

Ransom Township ist eine Township im Lackawanna County, Pennsylvania in den Vereinigten Staaten. Das U.S. Census Bureau hat bei der Volkszählung 2020 eine Einwohnerzahl von 1.397 ermittelt.

## Geographie
Nach den Angaben des United States Census Bureau hat die Township eine Fläche von 46,5 km², wovon 45,7 km² auf Land, 0,8 km² (= 1,84 %) auf Gewässer entfallen.

## Demographie
Beim United States Census 2010 hatte die Ransom Township 1420 Einwohner. Die Bevölkerungsdichte betrug 421 Einwohner pro Quadratkilometer. Insgesamt gab es 599 Wohneinheiten, das sind 13,3 pro Quadratkilometer. Von der Einwohnerschaft waren 97,3 % Weiße, 1,1 % African American, 0,0 % Natives, 0,4 % Asians und 0,0 % Pacific Islanders. 1,3 % erklärten, zwei oder mehr Races anzugehören und 0,0 gaben an, Angehörige anderer Races zu sein. Als Hispanos oder Latinos identifizierten sich 0,4 % der Bevölkerung.
Von den 564 Haushalten bestanden 61,7 % aus verheirateten Paaren. In 26,1 % der Haushalte lebten Minderjährige. Von Frauen ohne Ehemann geführt wurden 8,9 % der Haushalte, 25,4 % der Haushalte bestanden nicht aus Familien, 22,7 % der Haushalte bestanden aus Einzelpersonen, 9,1 % der Haushalte bestanden aus Einzelpersonen, die zum Zeitpunkt der Erhebung über 65 Jahre alt waren. Die durchschnittliche Haushaltsgröße betrug 2,52 Personen, Familien hatten durchschnittlich 2,91 Mitglieder.
Der Median des Alters war 45,4 Jahre. 19,4 % der Einwohner waren minderjährig, 63,7 % entfielen auf die Altersgruppe 18–64 Jahre alt und 16,9 % waren 65 Jahre alt oder älter.
Der Median des Haushaltseinkommen in der Township belief sich auf 52.448 US-Dollar, und der Median des Einkommens pro Familie war 57.813 US-Dollar. Männer hatten ein Einkommen von 47.679 US-Dollar, im Gegensatz dazu verdienten Frauen 28.150 US-Dollar, das Pro-Kopf-Einkommen betrug 24.403 US-Dollar. Etwa 6 % der Familien und 8,1 % aller Einwohner hatten ein Einkommen unterhalb der Armutsgrenze, darunter waren 9,8 % der Minderjährigen und 6,4 % der Personen im Alter 65 Jahre und mehr.

## Belege
1. ↑  Explore Census Data Total Population in Ransom township, Lackawanna County, Pennsylvania. Abgerufen am 30. März 2023.
2. ↑  American FactFinder. United States Census Bureau, abgerufen am 11. April 2013 (englisch).